# کل خاکستری شمالی
کل خاکستری شمالی (نام علمی: Raphicerus sharpei) نام یک گونه از سرده سوزنی‌شاخ‌ها است.